# 外肽酶
外肽酶，也叫肽链端解酶，或端解酶，是蛋白水解酶一类，可催化多肽链末端肽键水解，游离末端氨基酸。根据其所剪切肽链末端为氨基端或羧基端又可分为氨基肽酶和羧基肽酶。此外，还包括催化二肽水解的二肽酶，从多肽链末端剪切二肽的二肽基肽酶。